# Riconoscimenti accessori alla FIFA Futsal World Cup
Al termine di ogni edizione del campionato mondiale di calcio a 5 vengono assegnati alcuni premi ai migliori calciatori e squadre a seconda di specifiche categorie.
Attualmente sono previsti sei premi:
- Scarpa d'oro dei Mondiali per il miglior marcatore. Viene assegnato dal 1989 vengono assegnate anche la Scarpa d'argento e la Scarpa di bronzo al secondo e terzo classificato.
- Pallone d'oro dei Mondiali per il miglior giocatore del torneo, assegnato da membri dei media a seguito di una votazione. Viene assegnato dal 1989 e dal 1996 vengono assegnati anche il Pallone d'argento e il Pallone di bronzo al secondo e terzo classificato.
- Guanto d'oro per il miglior portiere. Viene assegnato dal 2008.
- Premio FIFA Fair Play per la squadra più corretta. Viene assegnato dal 1989.

## Scarpa d'oro
La Scarpa d'oro (Scarpa d'oro adidas per ragioni di sponsorizzazione, in inglese adidas Golden Shoe Award o anche Golden Boot, in francese Distinction Soulier d'Or adidas, in spagnolo Bota de oro de adidas, in tedesco Goldener Schuh von adidas) viene assegnata al miglior marcatore di ogni fase finale della Coppa del Mondo.
Un gruppo tecnico di studio della FIFA ha deciso che in caso di parità venga preso in considerazione il numero di assist per determinare il vincitore. In caso di ulteriore pareggio si controlla il giocatore con il minor numero di minuti giocati e quindi con la migliore media realizzativa.
Il premio viene consegnato dal 1989.
| Edizione         | Scarpa d'oro    | Gol | Scarpa d'argento    | Gol | Scarpa di bronzo                              | Gol |
| ---------------- | --------------- | --- | ------------------- | --- | --------------------------------------------- | --- |
| Paesi Bassi 1989 | László Zsadányi | 7   | Sérgio Benatti      | 6   | Mihály Borostyán Victor Hermans Rudi Schreurs | 6   |
| Hong Kong 1992   | Saeid Rajabi    | 16  | Konstantin Erëmenko | 15  | Álvaro Muñoz                                  | 11  |
| Spagna 1996      | Manoel Tobias   | 16  | Chôco               | 10  | Vicentín                                      | 10  |
| Guatemala 2000   | Manoel Tobias   | 19  | Vander Carioca      | 14  | Schumacher                                    | 8   |
| Taiwan 2004      | Falcão          | 13  | Indio               | 10  | Marcelo                                       | 9   |
| Brasile 2008     | Pula            | 16  | Falcão              | 15  | Lenísio                                       | 11  |
| Thailandia 2012  | Éder Lima       | 9   | Rodolfo Fortino     | 8   | Fernandinho                                   | 7   |
| Colombia 2016    | Ricardinho      | 12  | Éder Lima           | 10  | Falcão                                        | 10  |
| Lituania 2021    | Ferrão          | 9   | Pany Varela         | 8   | Taynan                                        | 6   |
| Uzbekistan 2024  | Marcel Marques  | 10  | Danyil Abakšyn      | 7   | Kevin Arrieta                                 | 7   |

## Pallone d'oro
Il Pallone d'oro dei Mondiali (Pallone d'oro adidas per ragioni di sponsorizzazione, in inglese adidas Golden Ball, in francese Ballon d'Or adidas, in spagnolo Balón de oro de adidas, in tedesco Goldener Ball von adidas) viene assegnato al miglior giocatore di ogni edizione della Coppa del Mondo. Il comitato tecnico della FIFA stila una corta lista di candidati dove dei rappresentanti dei media voteranno il vincitore. Il secondo e terzo classificato in base al numero di voti ricevono rispettivamente il Pallone d'argento e il Pallone di bronzo.
Il premio viene assegnato dal 1989.
| Edizione        | Pallone d'oro    | Pallone d'argento | Pallone di bronzo    |
| --------------- | ---------------- | ----------------- | -------------------- |
| Olanda 1989     | Victor Hermans   | non assegnato     | non assegnato        |
| Hong Kong 1992  | Jorginho         | non assegnato     | non assegnato        |
| Spagna 1996     | Manoel Tobias    | Chôco             | Oleksandr Moskaljuk  |
| Guatemala 2000  | Manoel Tobias    | Schumacher        | Daniel               |
| Taiwan 2004     | Falcão           | Javi Rodriguez    | Vinícius Bacaro      |
| Brasile 2008    | Falcão           | Schumacher        | Tiago                |
| Thailandia 2012 | Neto             | Kike              | Ricardinho           |
| Colombia 2016   | Fernando Wilhelm | Éder Lima         | Ahmad Esmaeilpour    |
| Lituania 2021   | Ricardinho       | Pany Varela       | Douglas Júnior       |
| Uzbekistan 2024 | Dyego Zuffo      | Marlon            | Rostyslav Semenčenko |

## Guanto d'oro
Il Guanto d'oro (in inglese Golden Glove Award, in francese Prix gant d'or, in spagnolo Premio Guante de oro, in tedesco Torwarthandschuh goldener trophäe) è attribuito al miglior portiere di ogni fase finale dei mondiali.
Il gruppo tecnico di studio della FIFA seleziona il miglior portiere in base alle sue prestazioni durante tutto il torneo. Il portiere che viene onorato di questo trofeo è inoltre eleggibile come miglior giocatore assoluto.
Questo premio è stato assegnato per la prima volta nel 2008.
| Edizione        | Guanto d'oro       |
| --------------- | ------------------ |
| Brasile 2008    | Tiago              |
| Thailandia 2012 | Stefano Mammarella |
| Colombia 2016   | Nicolás Sarmiento  |
| Lituania 2021   | Nicolás Sarmiento  |
| Uzbekistan 2024 | Willian            |

## Trofeo FIFA Fair Play
Il Trofeo FIFA Fair Play (in inglese FIFA Fair Play Award, in francese Distinction Fair-play de la FIFA, in spagnolo Premio Fair Play de la FIFA, in tedesco FIFA-Fairplay-Preis) è basato sulla valutazione della condotta delle squadre dentro e fuori dal terreno di gioco da parte del Gruppo di Studio Tecnico FIFA. Solo le squadre che accedono al secondo turno posso ambire a questo riconoscimento. Ai vincitori vengono consegnati il trofeo FIFA Fair Play, un diploma, una medaglia per ogni giocatore e dirigente e un assegno di 50.000 $ da utilizzare per l'acquisto di equipaggiamento sportivo per lo sviluppo del settore giovanile.
Il premio viene assegnato dal 1989.
| Edizione            | Trofeo FIFA Fair Play |
| ------------------- | --------------------- |
| Olanda 1989         | Stati Uniti           |
| Hong Kong 1992      | Stati Uniti           |
| Spagna 1996         | Brasile               |
| Guatemala 2000      | Brasile               |
| Chinese Taipei 2004 | Brasile               |
| Brasile 2008        | Spagna                |
| Thailandia 2012     | Argentina             |
| Colombia 2016       | Vietnam               |
| Lituania 2021       | Kazakistan            |
| Uzbekistan 2024     | Portogallo            |